# 14006 Sakamotofumio
14006 Sakamotofumio eller 1993 SA4 är en asteroid i huvudbältet som upptäcktes den 18 september 1993 av de båda japanska astronomerna Kazuro Watanabe och Kin Endate vid Kitami-observatoriet. Den är uppkallad efter Fumio Sakamoto.
Asteroiden har en diameter på ungefär 11 kilometer.